# Stadion MOSiR-u w Myszkowie
Stadion MOSiR-u – stadion sportowy w Myszkowie, w Polsce. Obiekt może pomieścić 780 widzów, z czego 480 miejsc jest siedzących. Swoje spotkania na stadionie rozgrywają piłkarze klubu MKS Myszków, który w latach 1994–2002 występował w II lidze.